# 巴伐利亞的克雷門斯·奧古斯特
克雷門斯·奧古斯特（德語：Clemens August von Bayern，1700年8月17日—1761年2月6日），科隆選侯，巴伐利亞選侯馬克西米利安二世與特蕾莎·庫妮根達·索別斯卡的第三子。

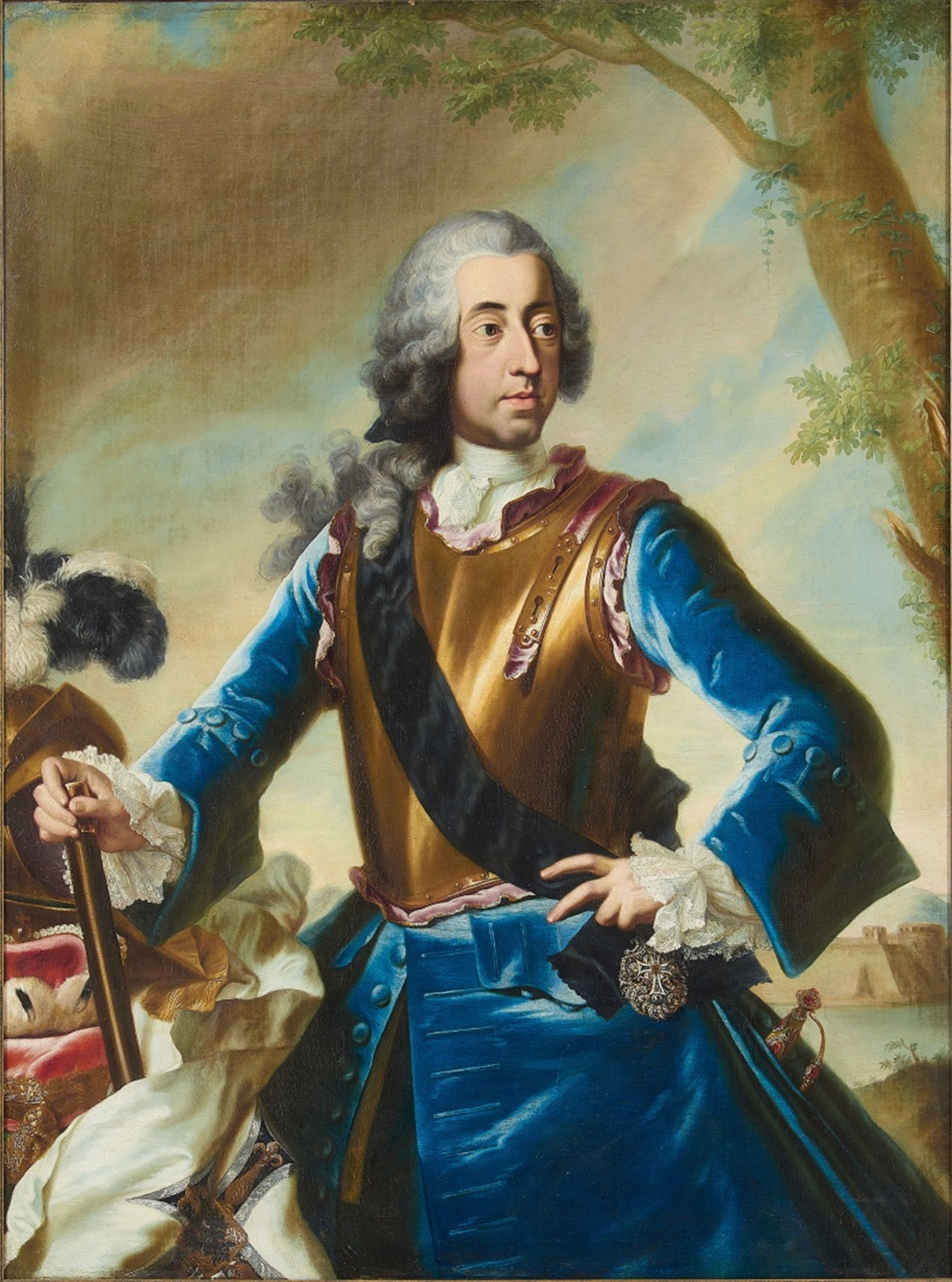

1742年，克雷門斯·奧古斯特於法蘭克福將哥哥加冕為神聖羅馬皇帝查理七世。1761年，克雷門斯·奧古斯特於科布倫茲去世。